# De 8 en Opbouw
Architectenkern De 8, kortweg De 8 (opgericht in 1927 te Amsterdam), en Opbouw (opgericht in 1920 te Rotterdam) zijn twee groepen architecten die het nieuwe bouwen in de zuiverste functionele vorm nastreefden, en als zodanig onder het functionalisme te scharen zijn. Door de identieke ideologieën zijn deze groepen in 1927 nauw gaan samenwerken, en gaven ze in de periode van 1932 tot 1943 gezamenlijk het tijdschrift De 8 en Opbouw uit.
De 8 en Opbouw stopten beiden definitief in 1956 in navolging van de opheffing van het CIAM.

## Voorgeschiedenis
In de vroege twintigste eeuw heerste de Amsterdamse School in de Nederlandse architectuur. Men zocht naar oplossingen met 'eerlijke' materialen als baksteen, hout, natuursteen, gecombineerd met goed vakmanschap. Dit kon bijvoorbeeld gepaard gaan met het inpakken van 'het lelijke beton' in gevelwerk.
In de jaren twintig ontstond in de architectuur echter een internationale stroming die streefde naar het bouwen dat georganiseerd werd als een industrieel proces, met rationele methoden en toepassing van industriële materialen. Deze stroming werd bekend als het nieuwe bouwen, de nieuwe zakelijkheid of het functionalisme. In Nederland werden deze nieuwe ideeën uitgedragen eerst door 'Opbouw' en later ook door de Amsterdamse architectenkern 'De 8'.
Hun credo was 'licht, lucht, ruimte'. Ze wilden lichte constructies in plaats van zware baksteenmuren en verkozen grote ramen boven kleine vensteropeningen: zonlicht en frisse lucht waren immers onmisbaar voor een gezond lichaam. Daarnaast wilden ze goedkoop en doelmatig bouwen en waren ornamenten uit den boze. In hun visie konden zogenaamde onooglijke constructies gewoon zichtbaar zijn. Buitenmuren voor het decoratieve inpakken waren niet langer gewenst, men kon zelfs met louter glas volstaan. Men was toen nog niet bekend met de fysische consequenties dat een dergelijke benadering kon hebben.

## Opbouw
Opbouw was in 1920 in Rotterdam opgericht door Willem Kromhout. Hier sloten architecten als Van Eesteren, L.C. van der Vlugt en J.A. Brinkman aan die vanaf 1924 het gezicht gingen bepalen. Andere gerenommeerde architecten die aansloten waren onder meer Van Loghem, Jan Rietveld, Van Tijen, J.J.P. Oud, en M. Stam.
De eisen die Opbouw stelde ten aanzien van de woningbouw waren inval van licht, lucht en voldoende ruimte voor de bewoners, en zij vonden dat 'een goed geconstrueerd' huis beter was dan 'een mooi' huis. Men paste zo min mogelijk materiaal toe, en probeerde de bouwwijze zo goedkoop mogelijk te houden, door bijvoorbeeld montagebouw toe te passen. Opbouw deed concessies aan zowel uiterlijke schoonheid, als aan constructieve kwaliteit. Het vele gebruik van glas om snelbouw en veel lichtinval mogelijk te maken zorgde onder meer voor hoge stookkosten.
De architect J.J.P. Oud paste deze principes toe als directeur Gemeentewerken Rotterdam. Het product hiervan is De Kiefhoek, gebouwd in 1925 in Rotterdam. Ook is Opbouw verantwoordelijk voor de galerijwoningen op Spangen aldaar. In de fabriek van Van Nelle in Rotterdam (1927-1929) van Brinkman en Van der Vlugt zijn de transparante gevel en ranke profielen van staal en aluminium karakteristiek.
De ideeën van Opbouw, kwamen nauw overeen met die van De 8, dat zeven jaar later werd opgericht.

## De 8

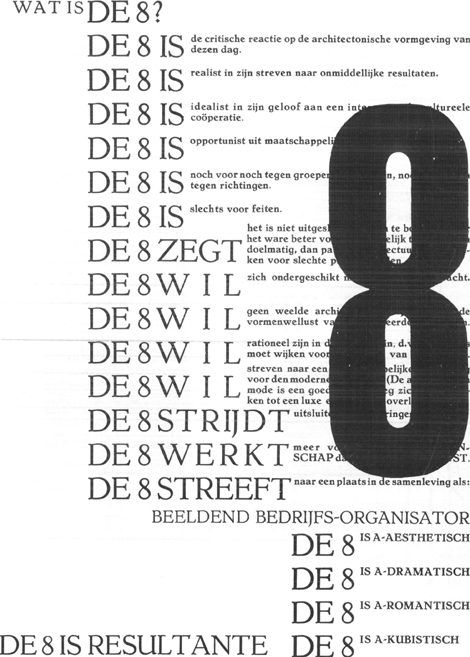
Het manifest van De 8 uit 1927

In 1927 werd door een groep jonge architecten, Benjamin Merkelbach (architect), Charles Karsten (architect, beeldhouwer), Johan Hendrik Groenewegen, van den Pauwert, Everwijn Verschuyl en van den Bosch, de architectenkern De 8 opgericht.
Deze architecten waren opgegroeid met de Amsterdamse School, en verzetten zich middels deze vereniging tegen de "schortjesarchitectuur" hiervan. Zij verklaarden: "Het is niet uitgesloten schoon te bouwen, maar het ware beter voorhands lelijk te bouwen en doelmatig dan parade-architectuur op te trekken voor slechte plattegronden".
Ze vonden dat gebouwen te veel leken op een aangekleed decor en te kort schoten als functionele bouwwerken. De 8 formuleerde eigentijdse standpunten: het bouwen van dorpen en steden moest in dienst staan van de functies en behoeften in de samenleving. Dit uitgangspunt leidde tot een nieuwe architectuur die er wezenlijk anders uitzag.
Het openingsmanifest van De 8 werd door het Bouwkundig weekblad geweigerd om de rebelse inhoud, maar vond in het toen nieuwe tijdschrift Internationale Revue i10 een welwillende uitgever. Het manifest luidde als volgt:

WAT IS DE 8?
DE 8 IS de critische reactie op de architectonische vormen van dezen dag.
DE 8 IS realist in zijn streven naar onmiddellijke resultaten.
DE 8 IS idealist in zijn geloof aan een internationale cultureele coöperatie.
DE 8 IS opportunist uit maatschappelijke overwegingen.
DE 8 IS noch voor noch tegen groepen en personen, noch voor noch tegen richtingen.
DE 8 IS slechts voor feiten.
DE 8 ZEGT het is niet uitgesloten schoon te bouwen maar het ware beter voorhands leelijk tebouwen en doelmatig dan parade architectuur op te trekken voor slechte plattegronden.
DE 8 WIL zich ondergeschikt maken aan zijn opdracht.
DE 8 WIL geen weelde-architectuur ontsproten aan de vormenwellust van getalenteerde individuen.
DE 8 WIL rationeel zijn in den waren zin, d.w.z. dat alles moet wijken voor de eischen van de opdracht.
DE 8 WIL streven naar een maatschappelijke grondslag voor den modernen architect. (De architectà la mode is een goed eind op weg zich op te werken tot een luxe en kostbare overlevering.)
DE 8 STRIJDT uitsluitend in vakkringen.
DE 8 WERKT meer voor een bouw-WETENSCHAP dan voor een bouw-KUNST.
DE 8 STREEFT naar een plaats in de samenleving als: BEELDEND BEDRIJFSORGANISATOR.
DE 8 IS A-AESTHETISCH.
DE 8 IS A-DRAMATISCH.
DE 8 IS A-ROMANTISCH.
DE 8 IS RESULTANTE.
DE 8 IS A-KUBISTISCH.

Met a-kubistisch doet De 8 een aanval op een meer directe concurrent dat ook van de Amsterdamse School was afgeleid, namelijk de in 1917 opgerichte De Stijl. De 8 was gekant tegen het gevoel en het individuele en hielden een pleidooi voor een rationalistische en universele kunst. De 8 streefde naar een bouwkunst die uitging van de behoeften van de samenleving, en benadrukte zo de dienende functie van de architectuur. Men probeerde architectuur te maximaliseren met een minimum aan middelen. De 8 kon daarom ook onder het functionalisme gerekend worden.
Omdat de oorspronkelijke zes architecten echter nog jong en onervaren waren, deed de aansluiting van ervaren architecten als Duiker, Wiebenga en Boeken datzelfde jaar de vereniging erg goed. De 8 zou zodoende vanaf zijn oprichting tot 1940 de belangrijkste drijvende kracht binnen het Nieuwe Bouwen in Nederland zijn.
Door de jaren heen hebben zich de volgende artiesten bij de oprichters van De 8 aangesloten (in alfabetische volgorde): Éva Besnyő (fotograaf), Carel Blazer (fotograaf), Albert Boeken (architect), Jan Duiker (architect), Cornelis van Eesteren, Willem Hendrik Gispen, Ben van Londen, Cor Mandersloot, Jacob Cornelis Mets, Jacob Möhlenpage, Agnes Rademakers, Jan Rietveld, Jakob Sijbout de Vries, Wiebenga, Jan van Wilgenberg. De periode van 1934 tot 1938 werd hierbij gemarkeerd door de toetreding van Groep '32 tot De 8 onder aanvoering van Albert Boeken.
De toetreding van Groep '32 tot De 8 en daarmee tot de samenwerking tussen De 8 en Opbouw ging niet zonder problemen. De opvattingen van Groep '32 omtrent het gebruik van decoratieve elementen leek niet te stroken met die van de andere twee verenigingen. De continue discussies hieromtrent leidden tot een frontale botsing gedurende een vergadering in 1938. Het merkwaardige was dat loyaliteit van meerdere leden van alle verenigingen ten aanzien van de architecturale principes hadden verschoven, en dus de bezettingen van de drie verenigingen van voor 1932 en die van na 1938 veranderd waren: enkele Groep '32'ers waren 8'ers geworden en vice versa.

## Samenwerking van De 8 en Opbouw 1927-1943
In 1927 gingen De 8 en Opbouw samenwerken, waarbij De 8 hoofdzakelijk op Amsterdam georiënteerd was, terwijl Opbouw in Rotterdam zat. Hun samenwerking verliep zo goed dat ze vanaf 1932 met het gezamenlijk tijdschrift De 8 en Opbouw kwamen. Dit was de belangrijkste spreekbuis voor het Nederlandse functionalisme, en de samenwerking zou tot ten minste 138 leden uitgroeien. Hierbij maakte de groei een sprong in de periode van 1934 tot 1938, welke gemarkeerd werd door de toetreding van Groep '32 tot De 8. De flinke groei lijkt echter een negatieve effect op de samenwerking gehad te hebben, omdat onder water toch principiële verschillen van opvattingen waren die de voortgang van het architectuurdebat remden. De zakkende kwaliteit van het tijdschrift De 8 en Opbouw in die periode was in dat opzicht symptomatisch.

## De laatste jaren 1943-1956
Aan de samenwerking tussen De 8 en Opbouw kwam een einde toen het gezamenlijke tijdschrift onder druk van de Duitse bezetter in 1943 werd opgeheven. Door omstandigheden is de samenwerking sindsdien gaan verwateren. Opbouw werd in navolging van de opheffing van het tijdschrift opgeheven en heropgericht, terwijl De 8 zonder onderbreking verder bestond. 
Toen echter in 1956 bekend werd dat het CIAM opgeheven werd, stopten beide collectieven definitief.